# Condylomata gigantea

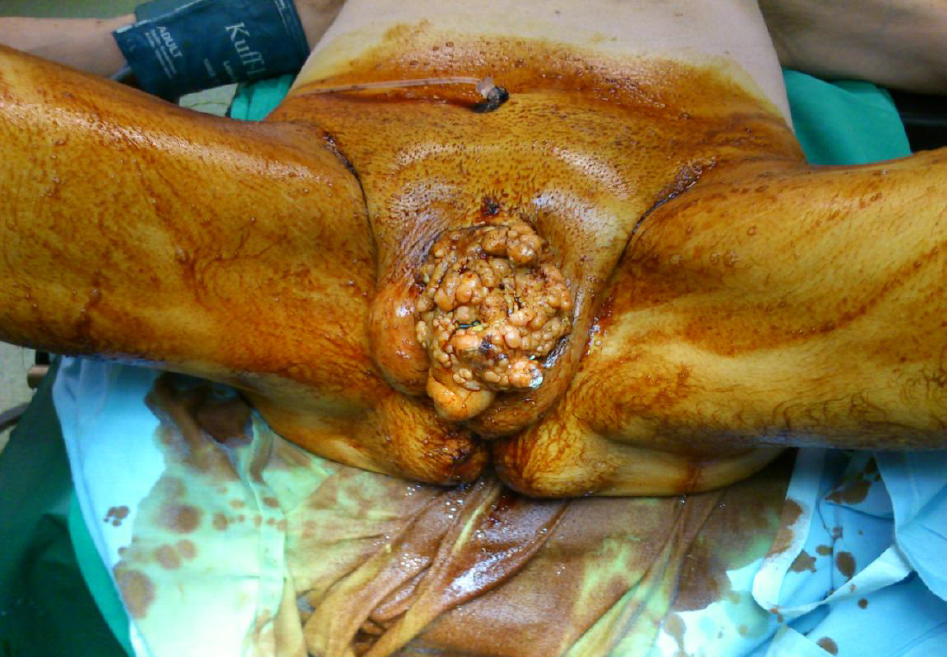
63-jähriger Mann mit Buschke-Löwenstein-Tumor (auch peniles verruköses Karzinom genannt) und mehreren Harnröhrenfisteln.

Als Condylomata gigantea oder Buschke-Löwenstein-Tumor wird eine seltene chronische Verlaufsform einer Infektion mit humanen Papillomvirus (HPV) bezeichnet, die erstmals 1925 von Abraham Buschke und Ludwig Löwenstein (1885–1959) beschrieben wurde.
Es kommt dabei zu großen, schnell wachsenden, blumenkohlartigen Tumoren meist im Genitalbereich, seltener in der Perianalregion. Der Tumor besitzt eine hohe lokale bösartige Entartungstendenz, jedoch ohne das Potenzial, Metastasen zu bilden. Da die Tumoren kaum auf konservative Maßnahmen ansprechen, besteht die Therapie in einer chirurgischen Abtragung des Tumors mit anschließender Abtragung des Warzengrundes mittels Laser. Allerdings ist die Rezidivrate sehr hoch.
Ursache für die Entstehung eines Buschke-Löwenstein-Tumor sind langzeitig persistierende HPV-Infektionen, die über Feigwarzen (Condylomata acuminata) letztlich zu einem verrukösen (warzenartigen) Karzinom führen. Insbesondere die low risk-Typen HPV 6, HPV 11, HPV 56 sind für die Erkrankung verantwortlich.
Die Deutsche Dermatologische Gesellschaft und die Deutsche Gesellschaft für Koloproktologie differenzieren zwischen Condylomata gigantea und Buschke-Löwenstein-Tumor. Die destruierende (zerstörende) Form wird als Buschke-Löwenstein-Tumor und die nicht destruierende Form als Condylomata gigantea bezeichnet.